# Protosthetops kenyensis
Protosthetops kenyensis är en skalbaggsart som först beskrevs av Armand D'Orchymont 1948.  Protosthetops kenyensis ingår i släktet Protosthetops och familjen vattenbrynsbaggar. Inga underarter finns listade i Catalogue of Life.